# Liste des guerres de l'Argentine
Cette liste regroupe les guerres et conflits ayant eu lieu sur l'actuel territoire argentin ou ayant vu la participation de l'Argentine sous ses différentes entités.

## Liste
| Conflit                                              | Argentine et alliés                                    | Ennemis                                        | Issue                                   | Commentaires |
| ---------------------------------------------------- | ------------------------------------------------------ | ---------------------------------------------- | --------------------------------------- | --- |
| Provinces-Unies du Río de la Plata (1810-1831)       |                                                        |                                                |                                         | |
| Guerre d'indépendance de l'Argentine (1810-1818)     | Provinces-Unies du Río de la Plata                     | Empire espagnol                                | Victoire indépendantiste                | Commencée par la révolution de Mai, la guerre permet l'indépendance de la vice-royauté du Río de la Plata dont une partie devient les Provinces-Unies.                         |
| Guerre de Cisplatine (1825-1828)                     | Provinces-Unies du Río de la Plata                     | Empire du Brésil                               | Victoire argentine                      | Traité de Montevideo : indépendance de l'Uruguay à la suite d'un arbitrage britannique.                                                                                        |
| Confédération argentine (1831-1861)                  |                                                        |                                                |                                         | |
| Guerre de la Confédération (1836-1839)               | Confédération argentine Chili                          | Confédération péruvio-bolivienne               | Victoire argentine                      | La défaite bolivienne du maréchal Andrés de Santa Cruz provoque la dissolution de la Confédération.                                                                            |
| Blocus anglo-français du Río de la Plata (1845-1850) | Confédération argentine                                | Royaume-Uni Royaume de France                  | Victoire argentine                      | Traité Arana-Southern : les Anglo-Français reconnaissent la souveraineté argentine sur ses eaux territoriales.                                                                 |
| Guerre de la Plata (1851-1852)                       | Confédération argentine                                | Empire du Brésil Uruguay Corrientes Entre Ríos | Victoire des Alliés                     | Chute de Juan Manuel de Rosas. Le Brésil devient la puissance hégémonique en Amérique du Sud.                                                                                  |
| République argentine (depuis 1861)                   |                                                        |                                                |                                         | |
| Guerre de la Triple-Alliance (1865-1870)             | Argentine Empire du Brésil Uruguay                     | Paraguay                                       | Victoire des Alliés                     | L'Argentine acquiert la province de Misiones. Fin des prétentions paraguayennes, pays exsangue, sur le Chaco argentin.                                                         |
| Conquête du Désert (1878-1884)                       | Argentine                                              | Mapuches Pampas                                | Victoire argentine                      | L'État argentin conquiert la Pampa et la Patagonie au détriment des tribus locales.                                                                                            |
| Génocide selknam (1880-1910)                         | Argentine Chili                                        | Selknam                                        | Victoire argentino-chilienne            | Les Selknam, indigènes de la Grande île de la Terre de Feu,sont massacrés. Les survivants sont déportés à l'île Dawson.                                                        |
| Révolution du Parc (1890)                            | Argentine                                              | Union civique (es)                             | Victoire du gouvernement                | Échec du soulèvement contre le système de la République conservatrice. |
| Semaine tragique (1919)                              | Argentine Ligue patriotique argentine                  | Fédération ouvrière régionale argentine        | Victoire du gouvernement                | Répression de l'insurrection ouvrière par la police, l'armée et des miliciens d'extrême droite qui font des centaines de morts. Cet événement est aussi marqué par un pogrom.  |
| Patagonie rebelle (1920-1922)                        | Argentine Ligue patriotique argentine                  | Fédération ouvrière régionale argentine        | Victoire du gouvernement                | La grève insurrectionnelle est réprimée par l'armée qui exécute des centaines d'ouvriers rebelles.                                                                             |
| Révolte de la marine argentine (1962-1963)           | Argentine (Azules)                                     | Marine argentine (Colorados)                   | Victoire des Azules                     | Les Azules, soutenus par l'armée de terre et l'armée de l'air, mettent fin à la révolte de la marine qui perd en influence politique.                                          |
| Guerre des Malouines (1982)                          | Argentine                                              | Royaume-Uni                                    | Victoire britannique                    | Les Britanniques reprennent les îles Malouines et la Géorgie du Sud qui avaient été envahies par l'Argentine. Cet échec provoque la chute de la dictature militaire argentine. |
| Guerre du Golfe (1990-1991)                          | Argentine Koweït États-Unis Arabie saoudite et autres… | République d'Irak                              | Victoire de la coalition internationale | Retrait irakien du Koweït. La coalition maintient Saddam Hussein au pouvoir.                                                                                                   |
| Opération Uphold Democracy (1994-1995)               | Argentine États-Unis Pologne                           | Haïti                                          | Victoire de la coalition                | Le président haïtien Jean-Bertrand Aristide, renversé en 1991, est rétabli dans ses fonctions.                                                                                 |